# Enrico Ferri
Enrico Ferri (25 de febrero de 1856-12 de abril de 1929) fue un abogado, político, escritor, periodista, criminólogo y sociólogo italiano, director del diario del Partido Socialista Italiano Avanti!, secretario del partido en 1896 y de 1904 a 1906, y autor de Sociología criminal en 1884. Mantuvo una postura antirreformista dentro del Partido Socialista Italiano (PSI) y fue elegido por el fascismo como senador vitalicio en 1929, luego de haberse declarado adherente de Mussolini en 1923, cargo que no pudo asumir debido a su muerte.

## Biografía
Ferri nació en Mantua, Lombardía, el 25 de febrero de 1856. Después de pasar un tiempo como estudiante de Cesare Lombroso, trabajó como asistente y luego como profesor de derecho penal. A diferencia de Lombroso, que investigó los factores fisiológicos que motivaban a los criminales, Ferri investigó los factores sociales y económicos. Obtuvo su doctorado en la Universidad de Bolonia en 1878, con la elaboración de una tesis intitulada "Teoría de la Imputabilidad y Negación del Libre Albedrío", trabajo que le mereció una oportunidad de trasladarse a Pisa, donde fue alumno del renombrado Francisco Carrara.
La investigación de Ferri lo llevó a postular teorías que basaban el poder de la legalidad en la prevención del delito frente a su castigo. Ferri se volvió uno de los fundadores de la escuela positivista. Siguió su investigación sobre el positivismo psicológico y social en línea con el positivismo biológico de Lombroso.
Ferri fue elegido para el parlamento italiano en 1886. En 1893 se unió al Partido Socialista Italiano, y fue editor de su diario, Avanti. En 1895 y 1896 varios de sus trabajos, entre los que figuraban su tesis doctoral o la Sociología criminal, fueron prohibidos por la Iglesia católica e incluidos en el Índice. En 1900 y 1904 se dirigió al congreso en contra de los roles de ministros socialistas en los gobiernos burgueses.
Luchó porque Italia tuviera un Código Penal de corte positivista, y en 1921 se presenta el proyecto realizado por una comisión presidida por el mismo Ferri, aunque la situación política dificultó la aprobación del proyecto, el partido fascista llegó al poder y se formó una nueva comisión de la que formó parte Ferri cambiando así su posición (socialista a fascista) y arruinando su fama, que nadie perdonó al caer el fascismo. El nuevo código fue aprobado en 1930.
Ferri favoreció la neutralidad absoluta de Italia durante la Primera Guerra Mundial, y fue reelecto como diputado del partido socialista en 1921; en esta época reitera la posición de su partido y se opuso a Mussolini y al partido fascista que estaba emprendiendo una campaña nacional para la conquista del poder que implicaba la desintegración de cualquier oposición, fuese del partido socialista en Italia o de las fuerzas del gobierno.
A menudo comparó el darwinismo con el socialismo, e impugnó ciertas obras de Ernst Haeckel que mostraban contradicciones entre las dos escuelas de pensamiento. En su lugar, Ferri argumentó que el darwinismo le proporcionaba al socialismo los principios científicos necesarios.
Sin embargo se acerca al ideario fascista una vez este se consolida en el poder y ya para 1923 se adhiere formalmente al fascismo. Posteriormente lleva a cabo una serie de escritos a favor de Mussolini, por ejemplo: "él (Mussolini) es un símbolo característico de su tierra y de la gente de la Romaña, moldeado sobre todo en sentimientos de todo tipo, desde el amor por la oratoria a la pasión por la política, desde los afectos familiares a la solidaridad y pasión por el partido, desde el sentido práctico al misticismo idealista. Así es allí recordado Giuseppe Mazzini, como un emblema sagrado de la civilización italiana. Los romañoles son trabajadores decididos, infatigables, metódicos, listos a actuar al primer impulse, siempre respetuosos y a veces un generoso admirador de los oponentes más fuertes cuando son leales y valerosos... Benito Mussolini es el hombre que salvó su país de precipitarse en el abismo que le esperaba."
Fue elegido senador vitalicio del Reino de Italia en 1929 por el Partido Fascista Italiano, pero no alcanzó a asumir su puesto debido a su muerte.

## Teoría criminológica
Ferri consideró que las razones por las cuales el hombre es delincuente son ajenas a su voluntad. El delito para Ferri no existe, existen enfermedades que bien ha heredado o las adquirió en el transcurso de su vida.
Cuestionó el énfasis en características fisiológicas de los criminales, campo de estudio de Lombroso. En su lugar, se centró en el estudio de las características psicológicas, que creía eran las responsables del desarrollo de la criminalidad en el individuo. Estas características incluían el habla, la escritura, los símbolos secretos, el arte y la literatura, así como la insensibilidad moral y la falta de repugnancia a la idea y ejecución de la ofensa, previo a su comisión, y la ausencia de remordimiento después de cometerla.
Alegó que los sentimientos como la religión, el honor y la lealtad no contribuían al comportamiento criminal, pues estas ideas eran muy complicadas para tener un impacto definitivo en la moral básica de las personas. Argumentó que eran otros sentimientos, como el odio, el amor y la vanidad los que influenciaban grandemente pues tenían más control sobre la moral de las personas. Sostenía que el libre albedrío es una ilusión subjetiva, confrontándose con el principio del derecho penal clásico.
Clasificaba los factores del delito en:
- Antropológicos: constitución orgánica; psíquica y características personales
- Físicos o cosmo-telúricos: clima, la naturaleza del suelo, la producción agrícola, etc.
- Sociales: densidad, costumbres, religión, familia, alcoholismo, las leyes civiles y penales, etc.

Resumió su teoría al definir la psicología criminal como una resistencia defectuosa de las tendencias criminales y las tentaciones, debido a una impulsividad desequilibrada que caracteriza solo a los niños y a los salvajes.
Según Ferri, en el contexto de 1905 lo que es perjudicial para la sociedad se establece partiendo del estudio de la misma. Abogaba por el estudio del delito en relación con los individuos y la sociedad, no con abstracciones lógicas. Creía en la necesidad de encontrar leyes generales sobre la criminalidad: una forma científica para distinguir un comportamiento penal del que no lo es. Postulaba que las penas deben aplicarse solo en razón solamente de la peligrosidad del delincuente, mientras que la naturaleza y extensión de las mismas serán las necesarias para neutralizar la peligrosidad.

## Obras literarias
- Sociología Criminal (1884).
- Los Delincuentes en el Arte (1892).
- Socialismo y Ciencia Positiva (1894).
- La Escuela de Criminología Positiva (1901).
- Sociología Criminal (1905).
- El Fascismo en Italia y la Obra de Benito Mussolini (1928)

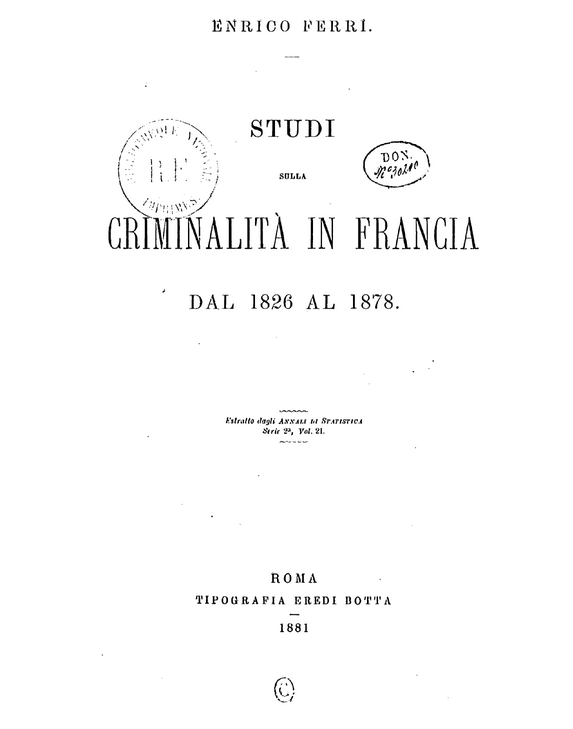
Studi dalla criminalità in Francia dal 1826 al 1878, 1881
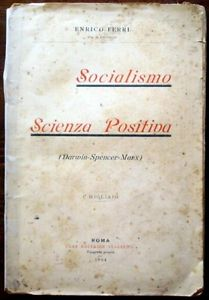
Socialismo e scienza positiva, 1894
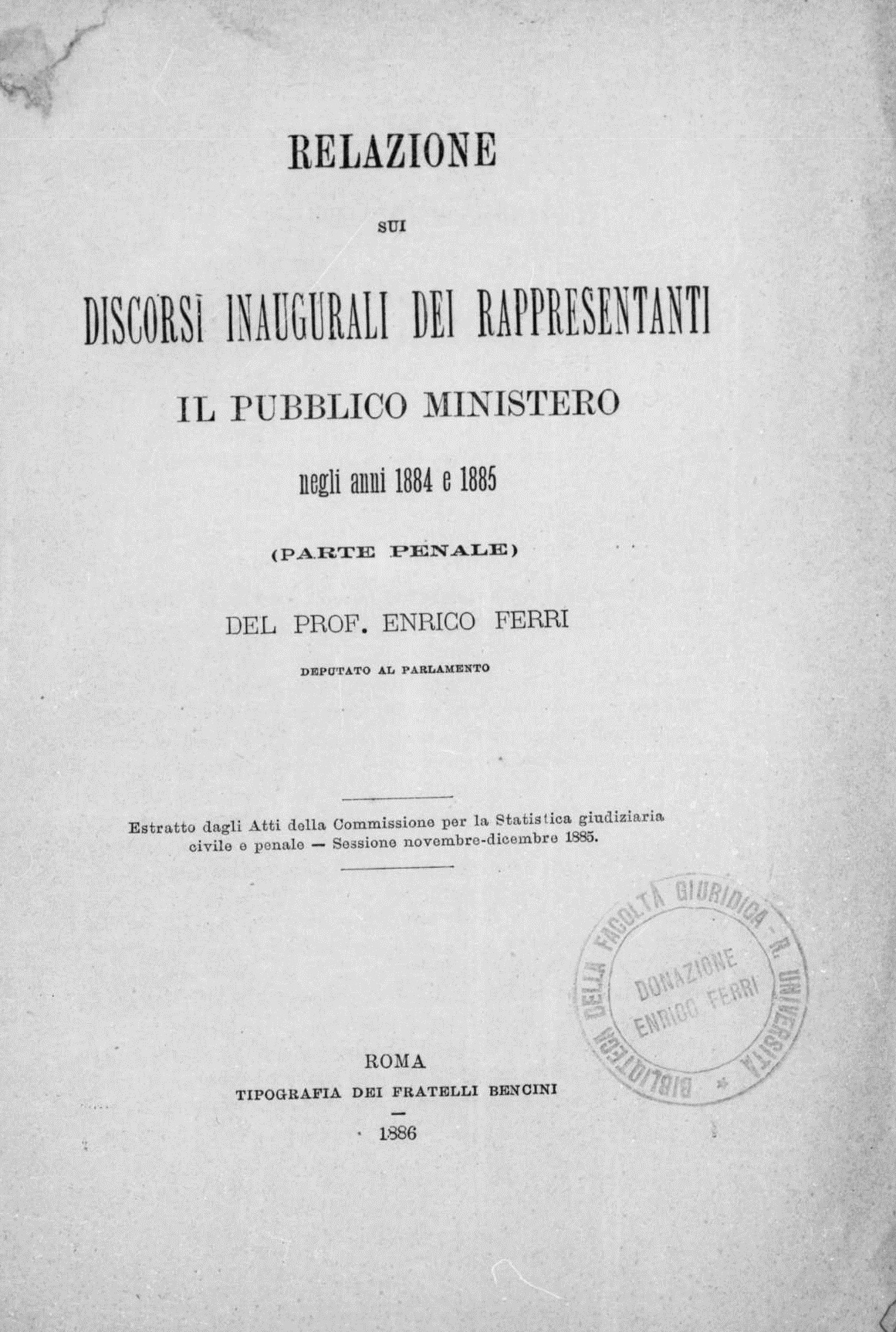
Relazione sui discorsi inaugurali dei rappresentanti il pubblico ministero negli anni 1884 e 1885, 1886
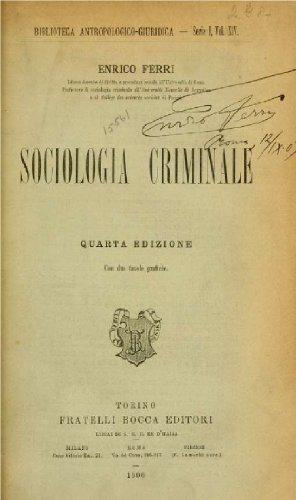
Sociologia criminale, 4a edition, 1906